# Necidalopsinos
Necidalopsinos (Necydalopsini) é uma tribo de coleópteros da subfamília Cerambycinae.

## Sistemática
- Ordem Coleoptera
  - Subordem Polyphaga
    - Infraordem Cucujiformia
      - Superfamília Chrysomeloidea
        - Família Cerambycidae
          - Subfamília Cerambycinae
            - Tribo Necydalopsini (Lacordaire, 1869)
              - Gênero Abaiba (Martins & Napp, 2007)
              - Gênero Austronecydalopsis (Barriga & Cepeda, 2007)
              - Gênero Conopogaster (Fairmaire, 1899)
              - Gênero Eucharassus (Bates, 1885)
              - Gênero Lissozodes (Bates, 1870)
              - Gênero Necydalopsis (Blanchard, 1851)
              - Gênero Neozodes (Zajciw, 1958)
              - Gênero Ozodes (Audinet-Serville, 1834)
              - Gênero Parepimelitta (Bruch, 1918)
              - Gênero Piruapsis (Galileo & Martins, 2006)
              - Gênero Saltanecydalopsis (Barriga & Cepeda, 2007)
              - Gênero Sthelenus (Buquet, 1859)